# Erik Lidén
Erik Rudolf Lidén, född 12 februari 1910 i Silbodal i Värmland, död där 24 februari 1999, var en svensk målare.
Han var son till lantbrukaren Olof Edvin Lidén och Emma Katarina Albinsson, från 1948 gift med Maj-Ann Croné (1913–2004) och far till Gunnar Lidén.
Lidén studerade för Sigfrid Ullman vid Valands konstskola i Göteborg 1932–1936 samt i Paris 1937. Han har deltagit i samlingsutställningar i Uppsala 1949, i Örebro 1951 och i utställningen Sex målare på länsmuseet i Jönköping 1951.
Han har för Nordmarks härads domsaga utfört ett porträtt av häradshövdingen T Levinsson och för Silbodals kyrka ett antal porträtt av präster.
Hans konst består av porträtt, stilleben och landskap vanligen utförda i olja, akvarell och pastell.